# 苇子峪镇
苇子峪镇，是中华人民共和国辽宁省抚顺市新宾满族自治县下辖的一个乡镇级行政单位。

## 行政区划
苇子峪镇下辖以下地区：
三道关村、西厢大堡村、西厢小堡村、富家村、苇子峪村、于家村、杉松村、甸边子村和小那畔村。